# Jean-Paul Volle
 (mars 2012).
Si vous disposez d'ouvrages ou d'articles de référence ou si vous connaissez des sites web de qualité traitant du thème abordé ici, merci de compléter l'article en donnant les références utiles à sa vérifiabilité et en les liant à la section « Notes et références ».
Jean-Paul Volle, né le 15 janvier 1943, est un géographe français, professeur émérite de géographie urbaine et régionale à l'université Paul-Valéry-Montpellier.

## Biographie
Marié, il est le père de deux enfants. Il est le père du handballeur international français Frédéric Volle et de la volleyeuse Stéphanie Volle.
Jean-Paul Volle a obtenu le CAPES d'histoire-géographie, puis l'agrégation de géographie, avant d'obtenir le doctorat d'État de géographie à l'université Toulouse-Jean-Jaurès en 1996, avec une thèse intitulée Ville et région : approches de la question urbaine en Bas-Languedoc.

## Parcours professionnel
Jean-Paul Volle a été enseignant à l'école normale d'instituteurs. Il a aussi enseigné au lycée Alphonse-Daudet de Nîmes.
Agrégé de géographie, Jean-Paul Volle a enseigné à l'université Paul-Valéry-Montpellier. Il s'est spécialisé dans la géographie du Languedoc et la géographie urbaine, sous la houlette de Raymond Dugrand et de Robert Ferras. Il est un des piliers de la géographie urbaine à l'université Paul-Valéry, avec Raymond Dugrand, Robert Ferras, et ses collègues Bernard Vielzeuf et Michel Vigouroux. Il a collaboré au GIP Reclus à Montpellier
Jean-Paul Volle est membre du bureau de Montpellier Agglomération.
Il assure plusieurs mandats : membre de la commission chargée du Plan de la sauvegarde et de mise en valeur du secteur sauvegardé de Montpellier. Membre  de la commission de la conciliation en Urbanisme (DREAL), membre de la section Conjoncture du conseil économique et social du Languedoc-Roussillon et membre de la commission Jeunesse du conseil régional du Languedoc-Roussillon.
Il continuera sa carrière et deviendra père accompagnateur[réf. souhaitée] pour le Montpellier Handball (le club des jeunes) où son petit-fils s'y entraine.
Il est élu membre de l'Académie des sciences et lettres de Montpellier en 2017

## Ouvrages
- La croissance urbaine de Nîmes, B.S.L.G., n° 4, 1968.
- Cartographie des trois élections présidentielles dans le département du Gard (1965, 1969, 1974), B.S.L.G., n° 2-3, 1976.
- Bulgarie : les systèmes de peuplement, Éditions GIP RECLUS, Montpellier, 1986.
- Le Languedoc méditerranéen (avec Robert Ferras), Bonneton, Paris, 1989.
- Languedoc-Roussillon, Région de la France du sud et de l'Europe du Nord (avec Robert Ferras), Bréal, Paris, 1989.
- 99 réponses sur...la ville (avec Robert Ferras), CRDP, Montpellier, 1995.
- La planification durable du territoire, économie de la forme urbaine : actes des séminaires du 20 novembre 1998 au 2 avril 1999, Montpellier, sous la direction de Jean-Paul Volle. Éditions de l'Espérou, publication 1999.
- Montpellier Méditerranée , avec Robert Ferras, 228 pages, Economica, publication 2002.
- Nîmes, le choc de la modernité, préface de Jean-Paul Volle, Éditions l'Harmattan, 2002.
- Montpellier, la ville inventée, Éditions Parenthèses, juin 2010.